# Подніпровський стрій
Одяг козацької доби 16-17 ст. дещо мав відмінності від строю 19 ст.

## Повний чоловічий стрій козацьких часів
Козаки носили тоді гранатового кольору суконні жупаники з вузькими комірами, які защіпалися на гаплики, такі жупаники вдягали в широкі штани до очкура. Штани підв'язувались біля халяви чобота і спадали до кісточок. Під жупаником була біла сорочка з вузьким комірцем, яка защіпалася шпонкою з блискучим камінчиком. По обидвох сторонах жупаника було по шість ладунків до пістолету чи яничарки. По штанах козаки носили широкий реміний пас, на який був завішаний воловий ріг для пороху, який закручувався, вибитий в узори мосяжними цвяшками або прикрашений сіткою з перлових цяток, на довгому мосяжному ланцюжку був завішаний ніж, з двох сторін були завішані шкіряні сумки, одна на кулі, інша на кресало, через плече на ремені, за пояс був запханий пістолет.
Зверху по жупанику одягали короткий черкеський контуш з ладунками, що не защіпався, з вильотами та рукавами закинутими на плечі. Коли козак був на коні, то через плече на тасьмі була завішана яничарка, а в руках або за поясом був ціпок і на ліве плече була завішана бурка. Голову голили, чуб заплітали та закладали за праве вухо, вуса підкручували. На голові носили чорний йолом з каракуля з довгим суконним або оксамитовим вилишкетом, такої самої барви як і жупаник.
До повсякденного строю козака належав суконний жупаник та гунька з каптурем.
Господарі в цей час носили гранатові жупани довжиною до колін, з сукна герлицького виробництва (з Сілезії). В заможних господарів такий жупан був обшитий по швах золотим або срібним галоном. Заможніші господарі носили шапки з сивого каракулю, а бідніші з чорного.
Ой у город Лебедин,
Їхав козак молодий.
На ньому жупан голубий.
На йому шапка боброва.
З боку хустка шовкова.

### Жіночий стрій козацьких часів
Жінки в той час носили кафтаники в узори, запаски з купної каламайки в тонкі кольорові смужки. Стан обвивали стамбульськими поясами. На шиї носили багато коралів, інколи угорський дукач, або металевий хрестик, який називали намистом. Носили також гранатові юпки з викладним коміром з шовку або золотої лами (тканина). Чепець був також з дорогих тканин. На найбільші урочистості жінки одягали намітки з тонкого льону сизої барви. Такі намітки було свіжо накрохмалені та прив'язані до чепця, спадали вони на плечі аж до колін або були заткані за пояс. На ногах носили пунцові сап'янові чоботи або черевики на високих корках. На ногах носили вовняні панчохи. Дівчата прикрашали голови барвінком, живими квітами або також штучними квітами, зробленими з кольорового сукна, позолоченого або пофарбованого пір'я та паперу.

### Чернігівський стрій
(за описом Опанаса Шафонського)
Шляхта носила одяг «польського крою» — довгі суконні або шовкові кафтани, а поверху кунтуші або суконні чи шовкові черкески з прорізаними рукавами. Стан підв'язували дорогими поясами. Нижнім одягом були широкі шаровари, під шароварами носили широкі спідні штани, які називали — вбрання. Просте населення носило сірі або білі свити «з вусами». Заможніші та старші одягали зверху на свиту ще й кобеняк, кроєм подібний до свити але ширший, який ззаду мав каптур, або просто пришитий чотирикутний клаптик такого ж сукна. Зимою носили кожухи. Покриті тканиною кожухи називали — байбарак. Міщани носили верхній одяг з кольорового купного сукна і називався він тоді жупан. Нижнє вбрання літом носили полотняне, а взимку суконне. Бороди на Чернігівщині не носили, а тільки вуса і волосся підбривали в кружок. Сорочки носили з вузьким комірцем, який зав'язувався червоною стрічкою.
Одружені жінки та дівчата одягались однаково. По вишитій сорочці обгортали стан плахтами і поверху пов'язували пояс. Спереду одягали передники, які називались запасками. Шляхтянки в старовину одягались так само, з тією лише різницею, що плахта та запаска були шовковими. По сорочці не носили нічого, лише коли виходили з дому одягали довгі білі свити з сукна («з вусами»). Міщанки та жінки заможних господарів носили замість плахти спідниці на шнурівках з передниками. Поверх одягали жупани (курти) з кольорового сукна або китайки, того самого крою що і свити («з вусами»). Зимою носили шуби покриті водостійким сукном або китайкою. На голові жінки носили чепці, які пов'язували зверху наміткою (серпанком). Міщанки та заможніші носили також ще й кораблики. В старовину прості жінки та шляхтянки носили на голові кибалки, обвиті серпанком, але в кін 18 ст. шляхта їх уже не носила. Дівчата заплітали волосся в дві коси і обплітали їх навколо голови, а в свята носили стрічки довжиною до ніг і влітку прикрашали голову живими квітами. Шляхтянки обплітали волосся золотими або срібними сітками і пускали по спині до ніг. Жінки в будні дні носили чорні чоботи, а в свята червоні. До середини або й до кін. 18 століття вся шляхта носили одяг того самого крою що й просте населення, але з дорогих тканин. Верхнім одягом шляхтянок були літні та зимові кунтуші та головним убором були кораблики з оксамиту та парчі.

### Полтавський стрій
В давні часи шляхта носила шовкові або суконні довгі кафтани «польського крою». Поверху кафтана надівали кунтуш з прорізаними рукавами. По кунтуші пов'язували шовковий пояс, шитий золотом або сріблом. Нижнім вбранням були широкі суконні штани.
Просте населення в негоду поверх свити одягали широкий кобеняк з відлогою. Взимку носили кожух. Кожух покритий сукном називався — байбарак. Шапки носили круглі з овчини, називалися вони — кучми. Заможні та міщани носили кафтани різних барв і називалися вони тоді жупани. Їхній одяг влітку був з китайки, а зимовий з сукна. Сорочки носили з вузьким вишитим червоною бавовною комірцем, який зав'язувався кольоровим шнурочком або стрічкою (стйожкою). Усі чоловіки незалежно від соціального стану підбривали волосся в кружок і мали довгі вуса. Степовики — так називали мешканців степу, носили зачіски такі як і запорожці, тобто голови голили, залишаючи лише чуб (оселедець).
Жінки шляхтянки носили по довгій сорочці шовкові плахти та до них зпереду шовкові запаски. Це було домашнім одягом. Коли виходили з дому, то зверху по сорочці одягали довгі суконні контуші. Такі контуші були пошиті до стану, та мали ззаду дві фалди обшиті по стану золотим або срібним галуном. Коміри, круглі по стану вилоги були з кольорового оксамиту. Одружені жінки носили на голові кораблики, з вилогами з оксамиту та з верхом з шовкової парчі. Крім корабликів носили також високі кибалки, покриті шовковим серпанком. Дівчата заплітали волосся в дві коси та викладали його на голові у вигляді віночка, зверху прикрашали крученими золотими шнурками, золотою сіткою або золотим мереживом. Носили також одну косу, вплітаючи в неї стрічки.
Прості жінки носили одяг того ж самого крою, але вже не шовковий, а суконний. Всі жінки носили червоні або жовті сап'янці на високих корках.
Заможніші та міщанки носили спідниці з шнуровицями та різнобарвні жупани з китайки або суконні. Бідні носили зимою кожухи, а заможніші покривали кожухи сукном або китайкою. На голові заможніші носили чепці з наміткою, а міщанки круглі шапочки з опушкою з хутра соболя.

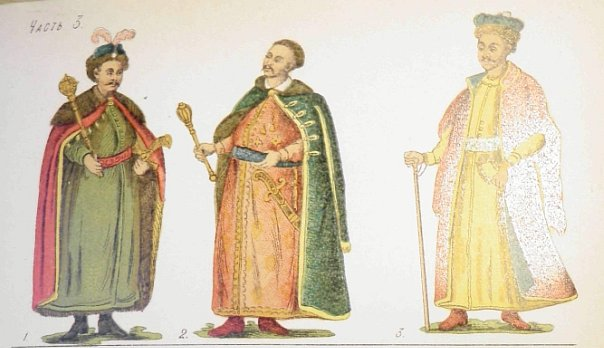
Гетьман, полковник, український шляхтич
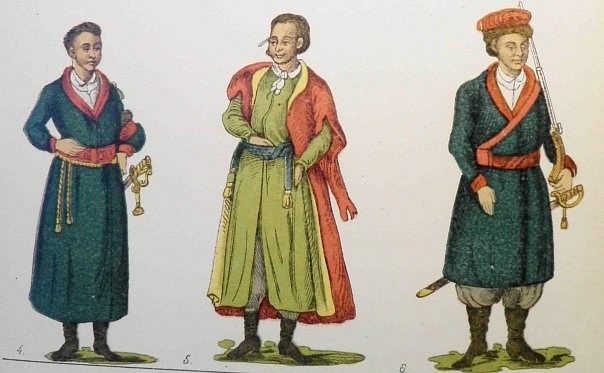
Сотник, військовий писар, виборний козак
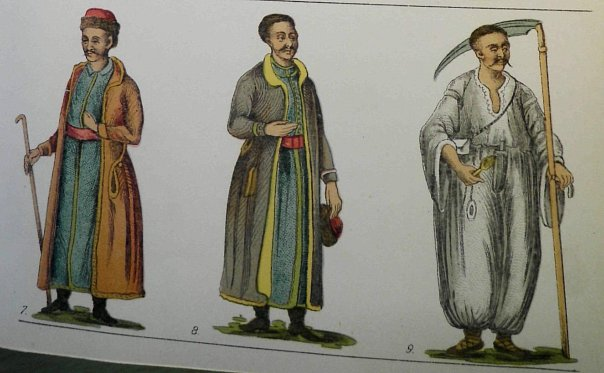
Козак підпомічник, міщанин, степовик (мужик)
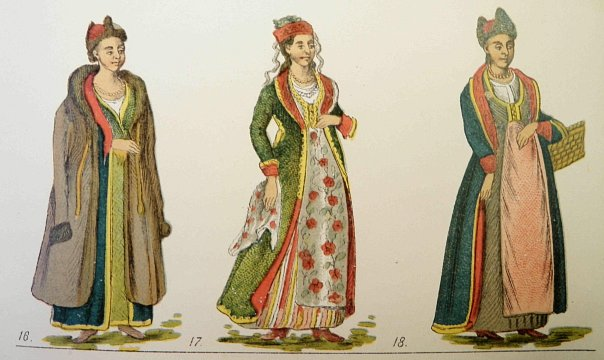
Шляхетна пані в зимовому одязі, шляхетна панянка в літньому одязі, міщанка
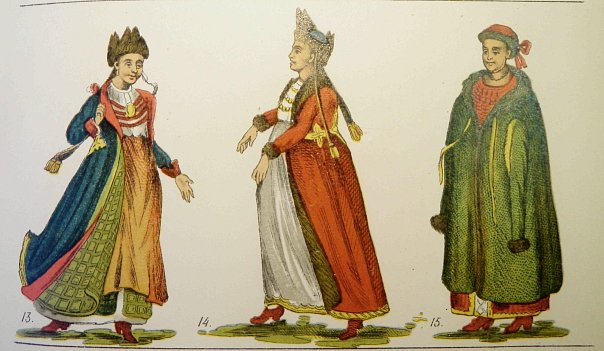
Пані, що танцюють, шляхетна пані в зимовому одязі
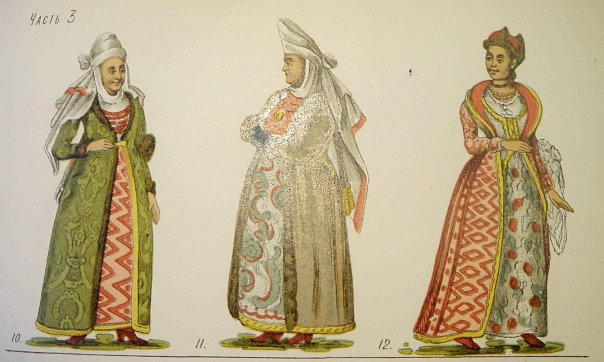
Пані в старовинному одязі, пані в зимовому одязі, шляхетна пані в літньому одязі
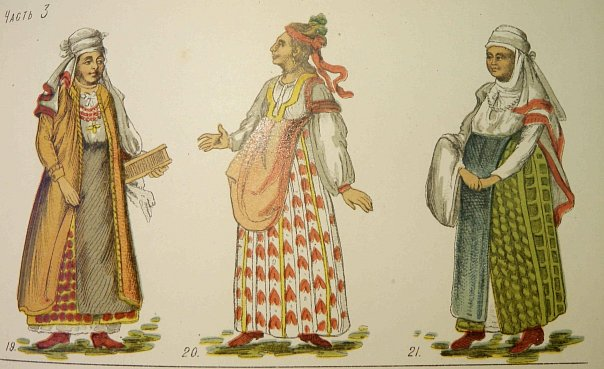
Селянка в свиті, дівчина міщанка, селянка в плахті та запасці
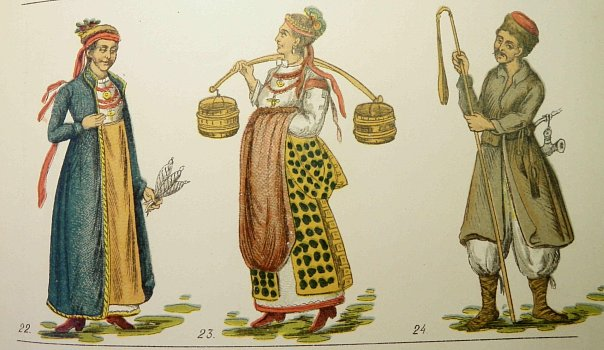
Сільська дівчина в свиті, дівчина без свити, литовський селянин.

## Стрій XIX століття

### Чоловічий стрій
Чоловіки в 19 ст. носили полотняну сорочку з невеликим вишитим комірцем, яка зав'язувалась посередині стрічкою або шнурочком. Сорочку носили заправлену в сердину широких штанів «до очкура». Штани мали матню довжиною до колін і кишені, їх носили заправленими в чоботи. У заможніших штани були з пстри або з вибійки, зимою носили суконні штани.
По сорочці одягали суконну юпку сірого або білого кольору з дрібними шкіряними гудзичками та з кольоровими виложками. Одягом парубків або молодих чоловіків був суконний каптанок. По каптанку або юпці одягали свиту, а зимою кожух, а тоді по кожуху свиту. Широку свиту з богородицею називали  кирея, а вузчу — кобеняком . Інколи носили ще по старовиному — жупани. Кожухи з каракулю або з сивого каракулю були дуже дорогі.
Шапку носили з чорного або сивого, інколи і з білого каракулю (смушку) з суконним верхом або повністю зі смушку. Шапку носили до строю цілий рік, а в деяких місцевостях літом носили брилі.
На ногах заможніші носили сап'янові чоботи або з якісної юхти, а менш заможні носили чоботи з волової шкіри або навіть зі шкапової. Літом носили також черевики. Найбідніші, переважно це були пастухи, носили шкіряні постоли.
Відрізняли таакож одяг парубоцький, який був з дорожчих тканин та краще пошитий.

### Жіночий стрій
Жіночі сорочки були довгі, вишиті на подолку та рукавах. Вишитий подолок називали ляхівкою. Стан обгортали плахтою або запаскою. Плахта була в квіти або вишита в клітинки, парчовою або шерстяною, а запаска могла бути шерстяною, каламайковою або квітчастою. Квітчаста запаска була з шовку або хорошої шерсті в великі квіти. І плахта, і запаска мали дві частини, з яких одна називалася позадниця, а інша попередниця. Пояси носили дуже дорогі парчові або шовкові, а також червоні шерстяні.
Коли виходили з дому або в холодну пору року, по сорочці одягали гірсет без рукавів або юпку. Юпка була така ж, як і у чоловіків, але коротшо та ззаду мала обов'язково збори. Більш заможні жінки носили баєві юпки — зелені в червоні перчики. Вернім одягом була свита з тонкого сукна «з вусами». В деяких місцях ще збереглися старовині кунтуші, які перейшли в спадок від прабабів. Кунтуші носилися по великих святах. Зимою носили кожушанки — юпки, підбиті хутром, або кожухи, подібні на чоловічі, але крій їх незначно відрізнявся та коміри були великі виложисті.
Голову дівчата не покривали, а носили стрічки, кінці яких висіли ззаду. В косу вплітали також косники (стрічки). За стрічку на голові закладали квіти. Весною та влітку закладали живі квіти, а взимку штучні.
Одружені жінки носили парчові, ситцеві або полотняні очіпки. В деяких повітах носили ще намітки. Намітка була з тонкого серпанку. ЇЇ крохмалили та повязували по очіпку і ззаду пускали довгі кінці довжиною поза стан. Невеликий кусок серпанку складали вузько та прикріплювали під підборіддям від однієї скроні до іншої.
На ногах в деяких повітах та заможніші жінки носили сап'янці, а переважно чоботи зі звичайної шкіри.
В сер. 19 ст. чоловіки носили білі або чорні свити. Взимку поверх свити вдягали кожух, натертий зверху крейдою з округлим коміром з чорного каракулю. На голові заможніші носили каракулеві шапки з сивих баранів, а бідніші з чорних. Жінки носили вовняні запаски чорного або гранатового кольору. Сорочки були вишиті на рукавах та на комірці червоною бавовняною ниткою. Намітки носили вже рідко, одружені жінки носили замість наміток хустки. В містах та поблизу міст жінки замість свити носили кафтаники з купного полотна, та такі ж спідниці та фартухи. В селах біля Києва дівчата носили черевики на високих корках до половини стопи та панчохи.

### Полтавський стрій
В 19 ст. на Полтавщині одяг був трохи видозмінений. Шляхта почала носити європейський одяг, а міщани — змішаний європейський та давній український одяг.
Чоловіки носили короткі юпки. Зверху по юпках носили довгі жупани переважно з синього сукна, з круглим шалевим коміром. Зверху по жупані, особливо в негоду, одягали кобеняки, довгі до колін чоботи, широкі штани, які заправляли в чоботи. Юпку пов'язували кольоровим поясом. На голові носили сиві або чорні смушкові шапки.
Жінки носили плахти та запаски. Верхній одяг носили з сукна, нанки, пстри, ситцю. Юпки були пошиті до стану і від стану мали численні збори та біля шиї виріз. Таке ж саме вбрання, але довше і з круглим виложистим комірцем, називалося кофта. Крім цього одягу носили, ще довгий шушпан з великим виложистим коміром, пошитий з китайки, ситцю, нанки. Зверху одягали свиту, пошиту до стану з двома фалдами ззаді. Бідніші носили білі свити з сукна дом. виробництва, а заможніші світло або темно сині, з фабричного сукна. Покрій свити був такий, як і давнього контуша, незначно змінений. На шиї носили коралі та дукачі. На ногах носили чоботи (чорні, червоні, жовті) або черевики на високих корках, та до них білі або сині панчохи зі стрілками. Одружені жінки покривали голову ситцевим, шовковим з парчою або лише парчовим очіпком. Або пов'язували на голову також складену вузько хустину, та пов'язану в вигляді тюрбана. Дівчата заплітали волосся в дві коси, викладали на голові в вигляді вінка та прикрашали влітку живими квітами. Нижче косів пов'язували різнобарвні стрічки та на них пов'язували бантики. Волосся заплітали також в одну косу з різнобарвними стрічками, такі стрічки називали стйожками або скиндячками. Зимою носили кожухи або покриті сукном чи китайкою овчині чи заячі шуби.
Чумаки відзначалися високим ростом, сильною будовою тіла та фізичною силою. Вони носили широкі шаровари та свиту наопашки. На голові носили оселедець закручений за вухо та високі смушові шапки.
Так описує одяг українців Антоній Якса-Марцинківський.

### Повсякденний стрій

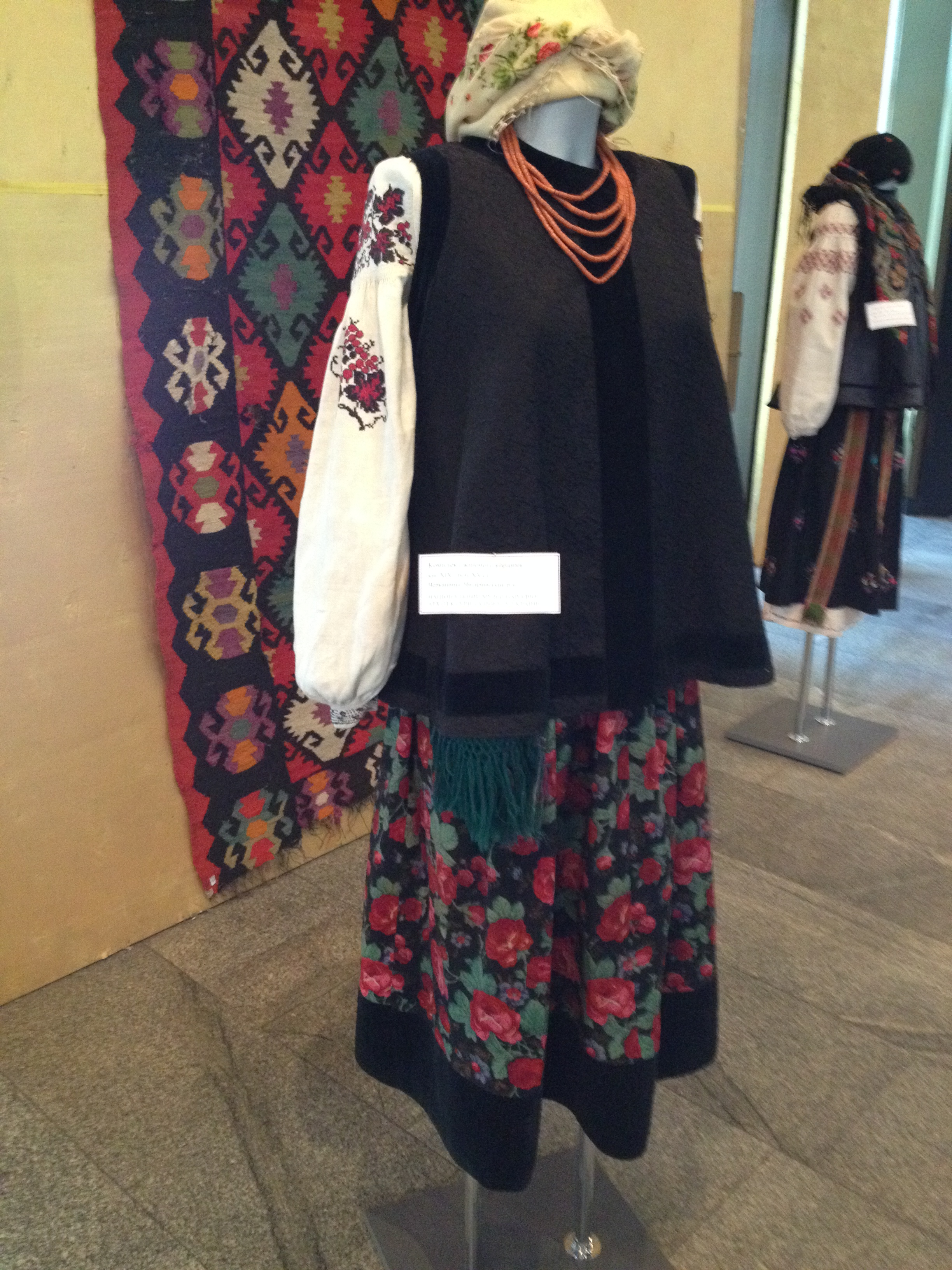
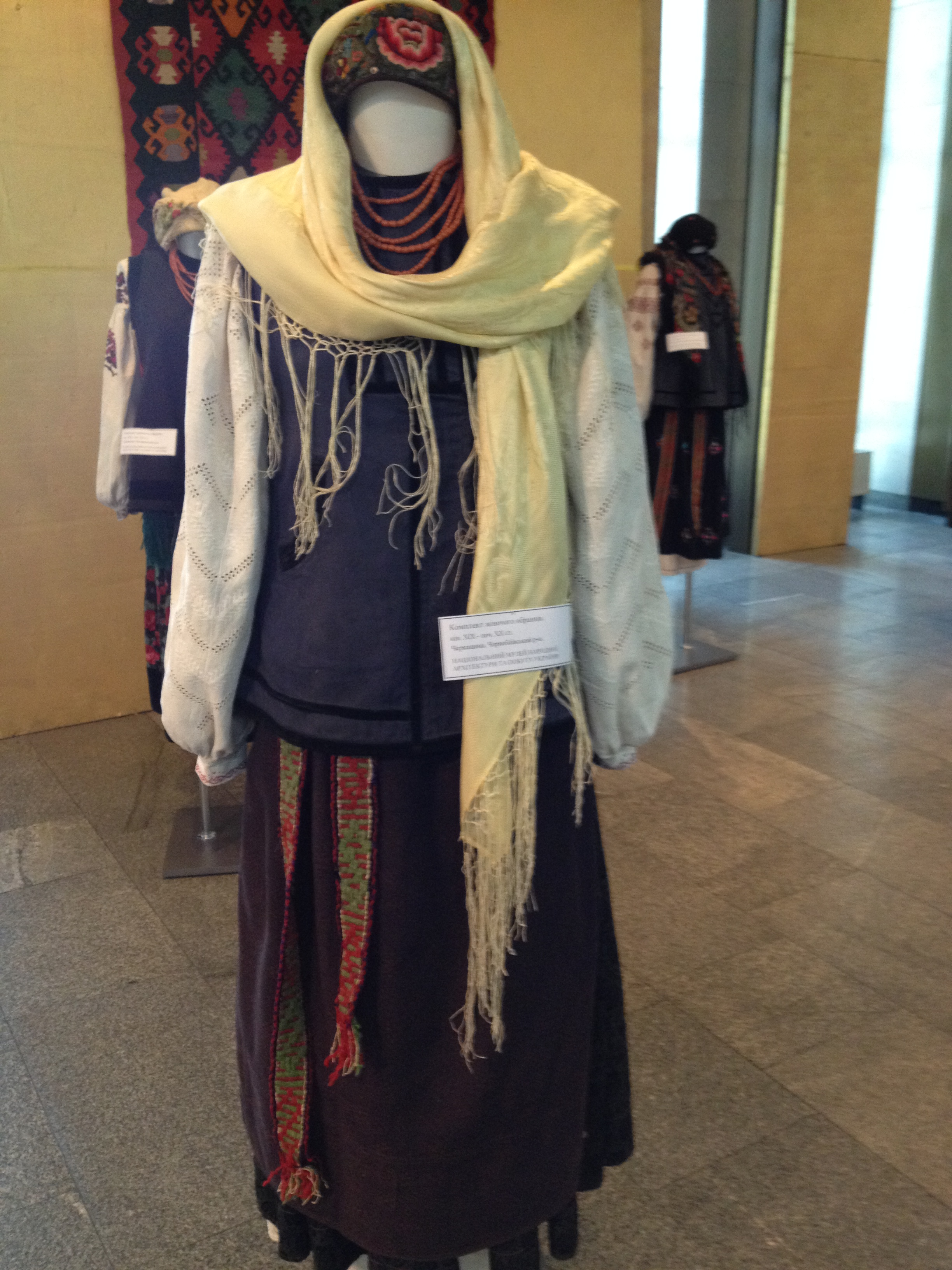
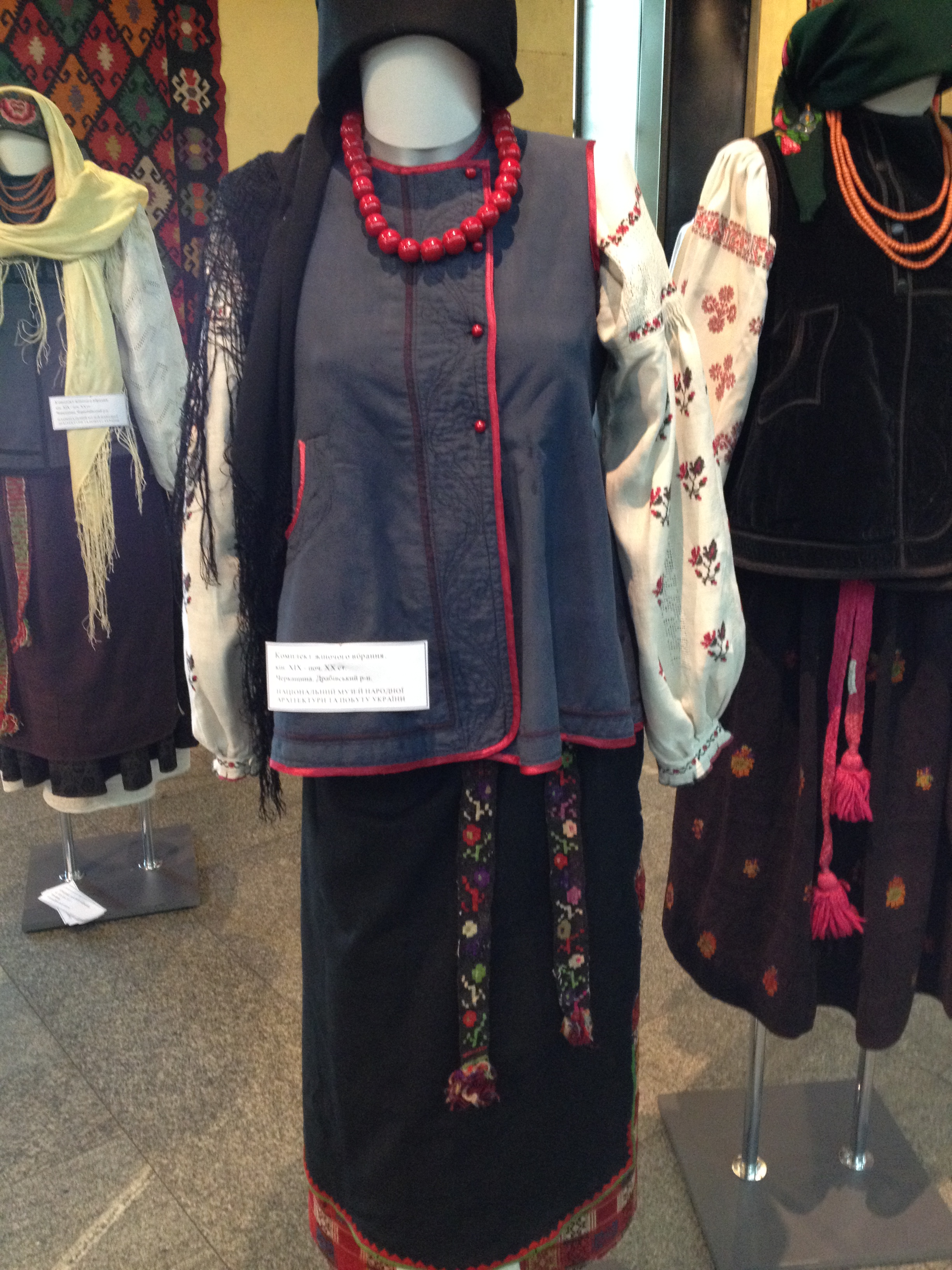
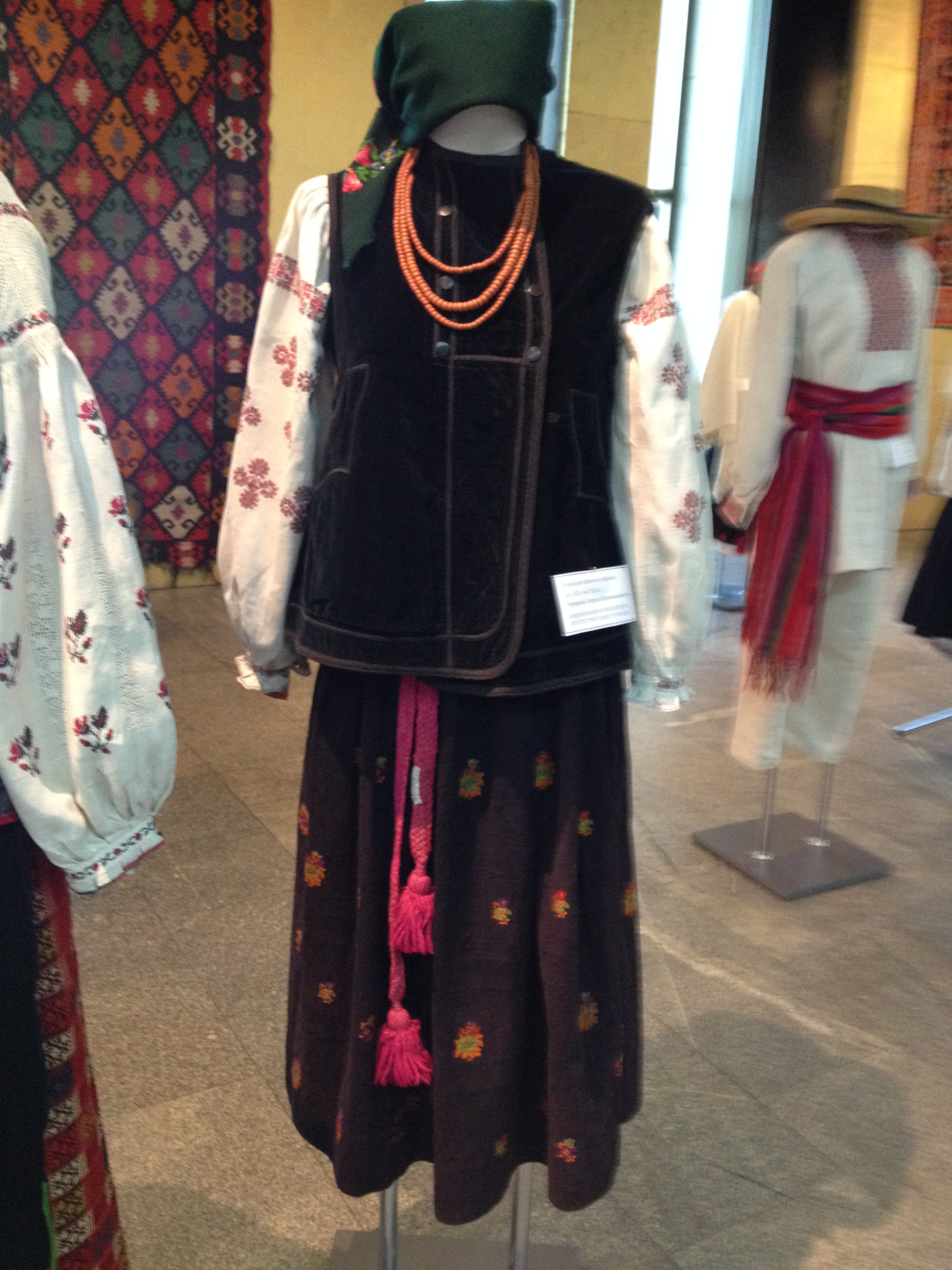

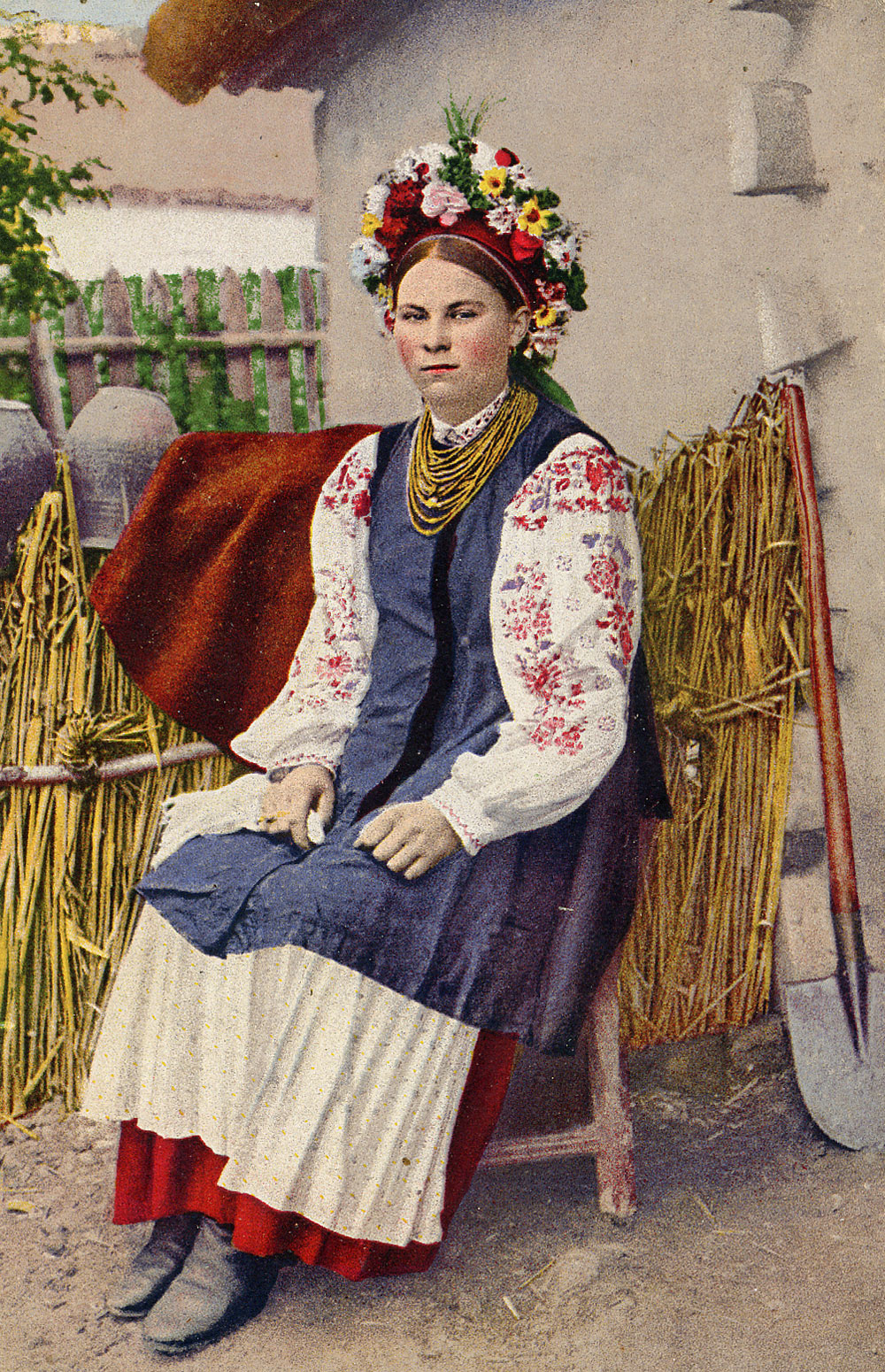
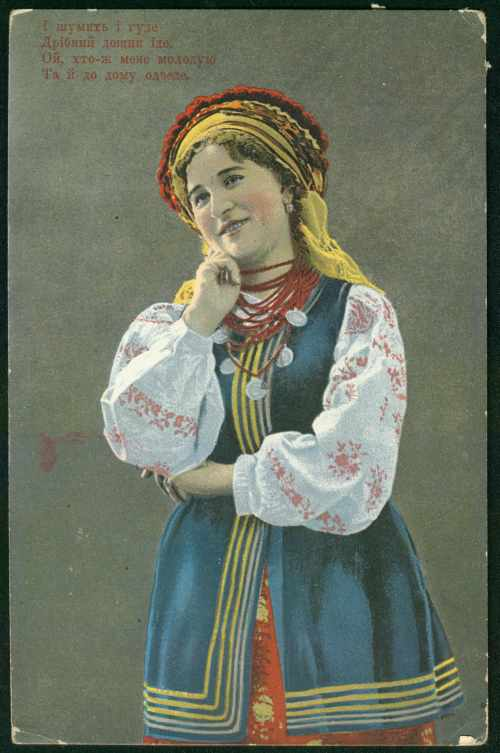
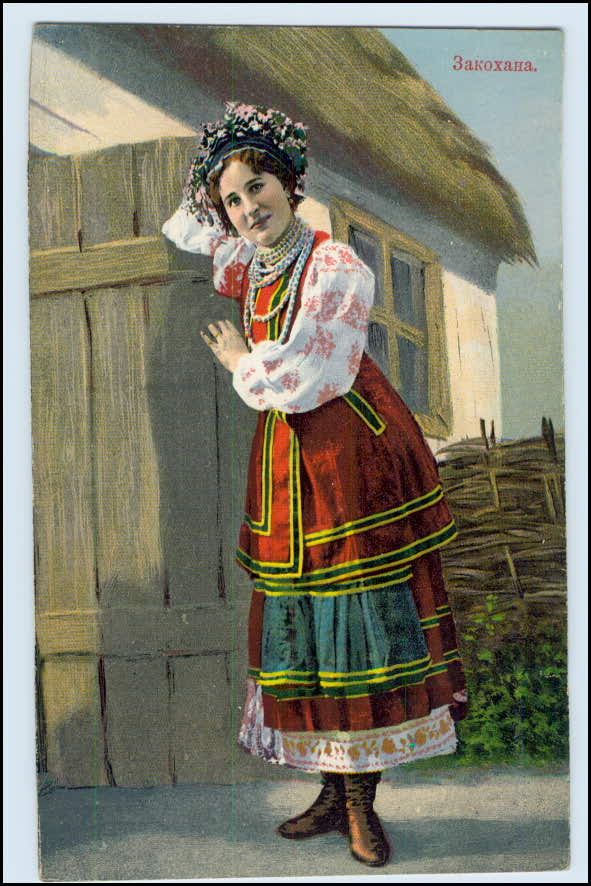
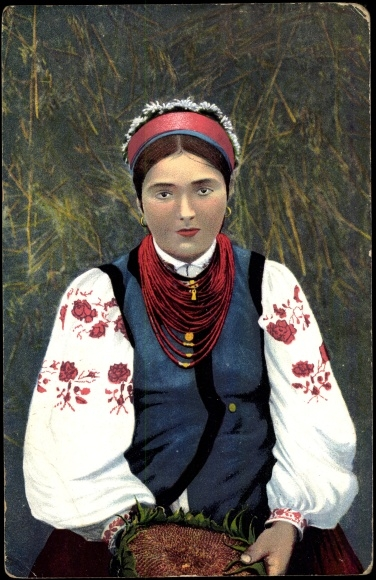
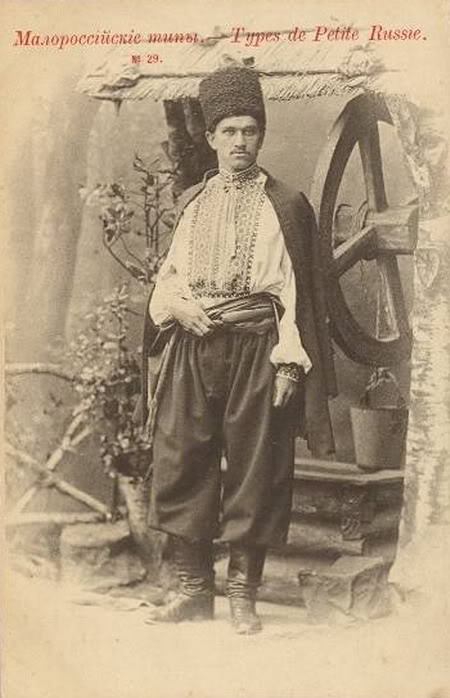
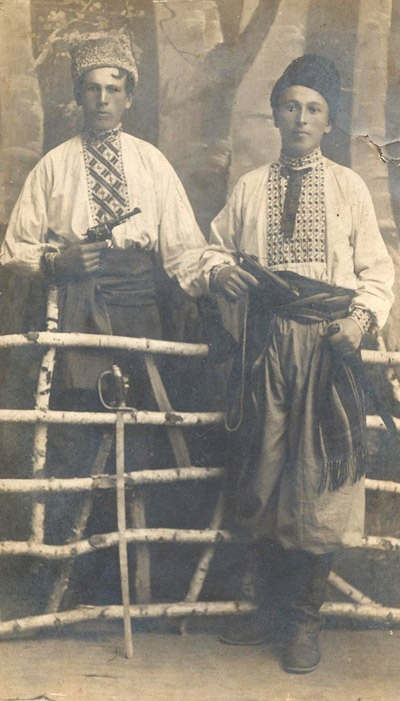

За його словами, найкраще одягалися по ліву сторону Ірпеня. Дівчата чи жінки носили тут два куски грубого сукна. Один кусок, яким обгорталися ззаду називали охвата, була вона з сукна жовтого кольору в чорні поздовжні смуги. Спереду замість фартуха одягали суконну гранатову запаску. Зверху одягали червоний пояс або жовту крайку. Жінки носили ще на голові очіпок в квіти, в вигляді шапочки, а поверху полотняну хустку в червоні поздовжні смуги, які зав'язували з тилу. Зверху одягали білу сорочку, а по сорочці білу суконну свиту. Зимою замість свити носили кожух і чоботи. Біля Канева, Корсуня, Сміли охвати носили чорного кольору, а запаски синього, сорочки носили тут довжиною до коліна.
До святкового жіночого строю належав також шовковий очіпок, а зверху по очіпку пов'язувалася сива або біла прозора лляна намітка, яка спадала на плечі довгими кінцями. Сорочку жінки носили білу, вишиту на рукавах червоними або синіми бавовняними нитками. На шиї носили коралі і пацьорки. Замість охвати та запаски носили байові спідниці або яскраві вовняні каламайкові пстри. Старші жінки носили ще плахти в клітинку. Менш заможні носили домоткані зелені або макові літники (спідниці). В містечках та селах носили замість свити квітчасті юпки. На ногах носили жовті або червоні чоботи. Дівчата носили на голові вінки з квітів, павичевого пір'я та блискіток з стрічками.
Замість перкалевих фартухів дівчата носили яскраво-червоні запаски, а якщо носили світлі перкалеві фартухи, то до них пов'язували пояси, кінці яких висіли спереду. По лівій стороні Дніпра носили зелені юпки з нашитими червоними кусочками, які називали куртки, а також жовті сап'янці або пасові чоботи, а також черевики на високих корках до половини стопи.
XIX століття

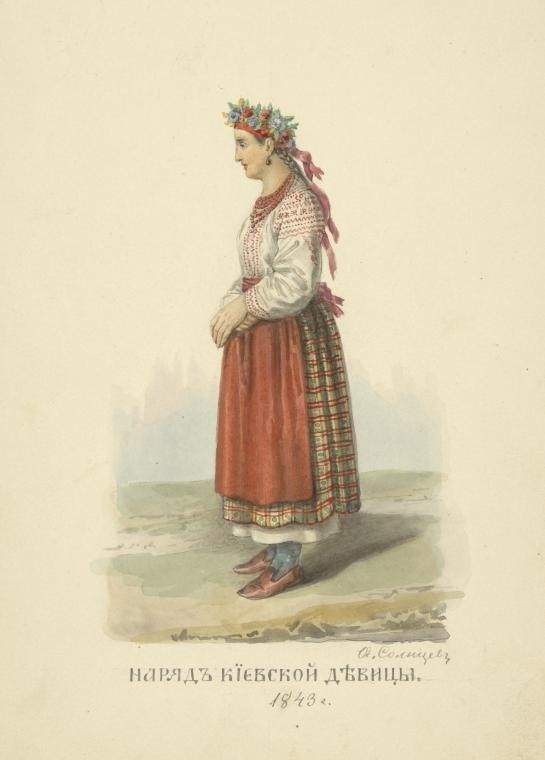
Дівчина з Києва 1844
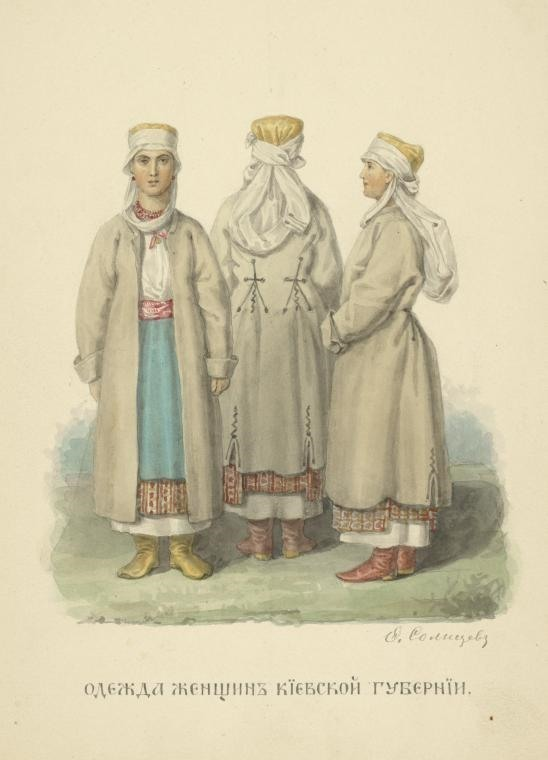
Жіноча свита/Намітка
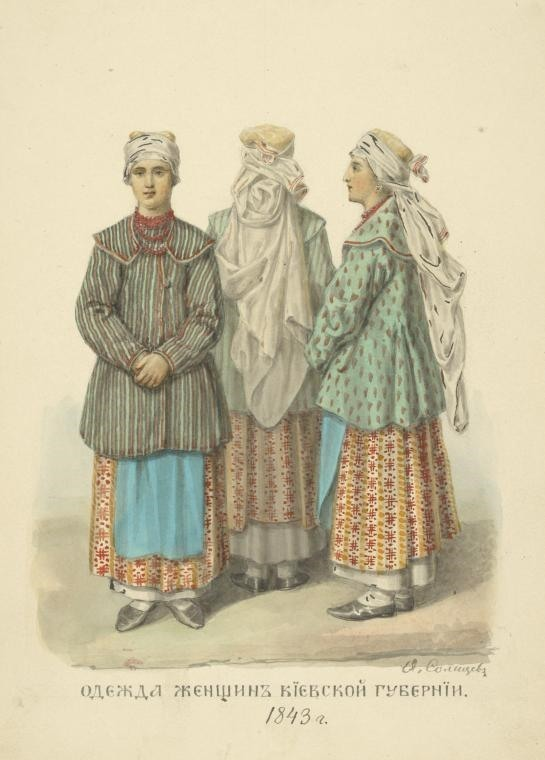
Юпка/Намітка
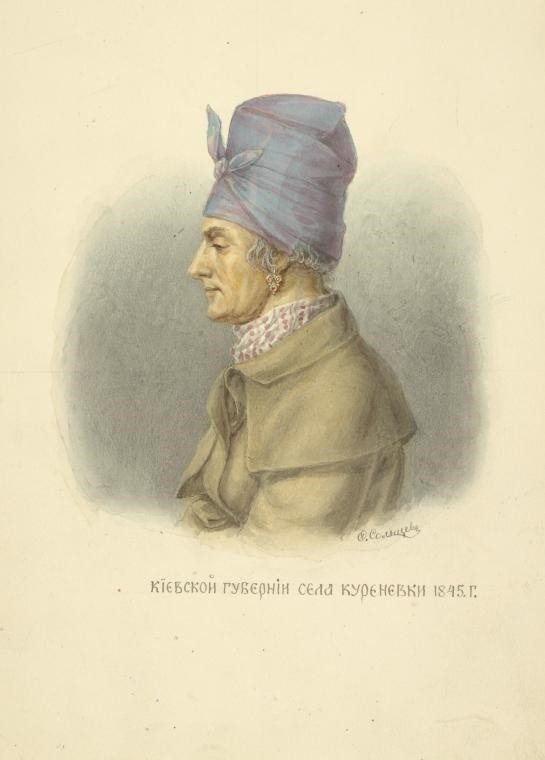
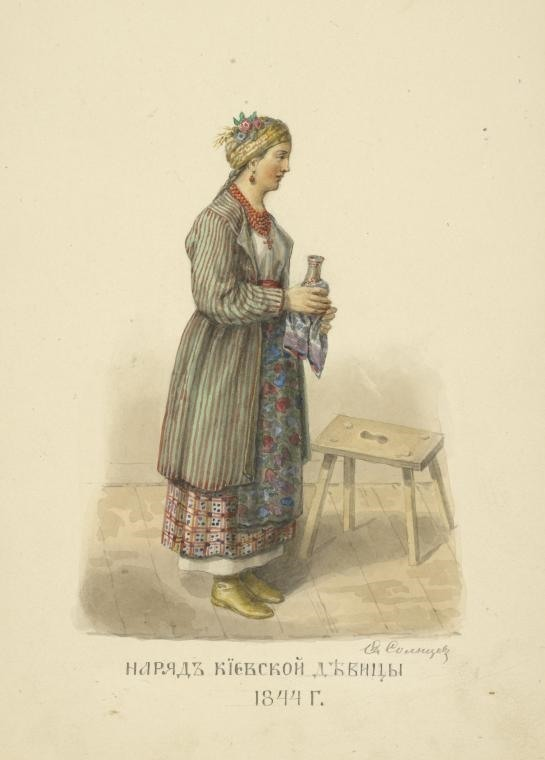
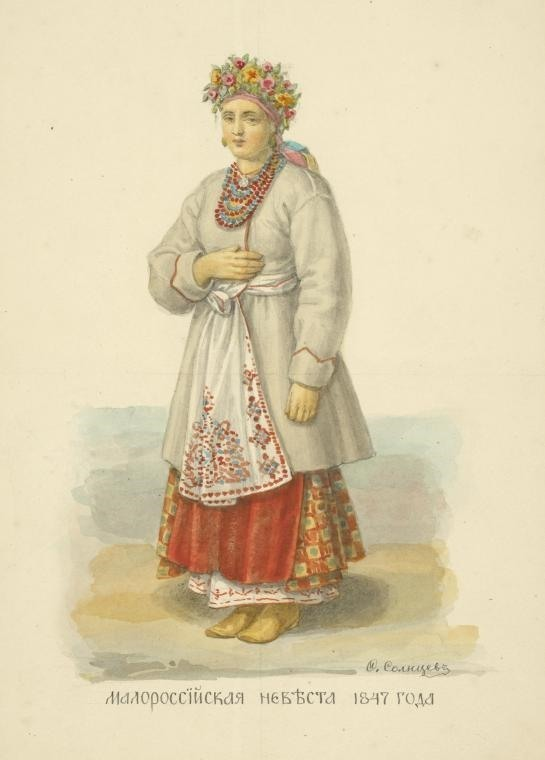
Наречена
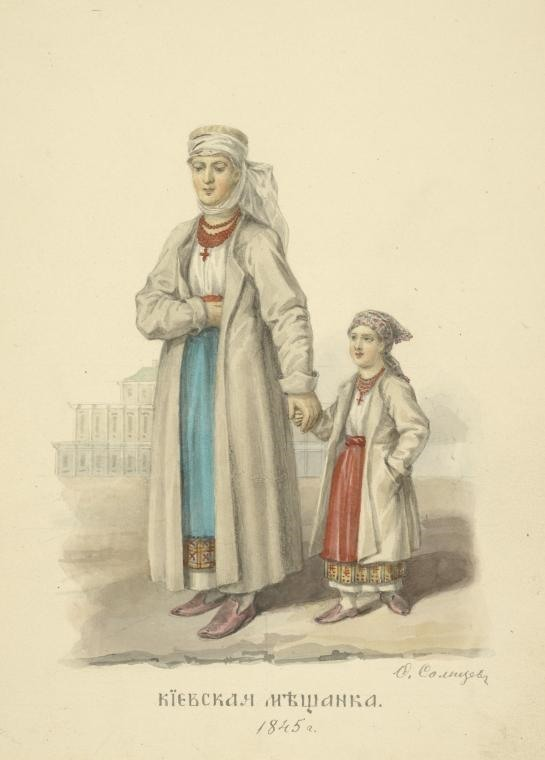
Міщанка в свиті
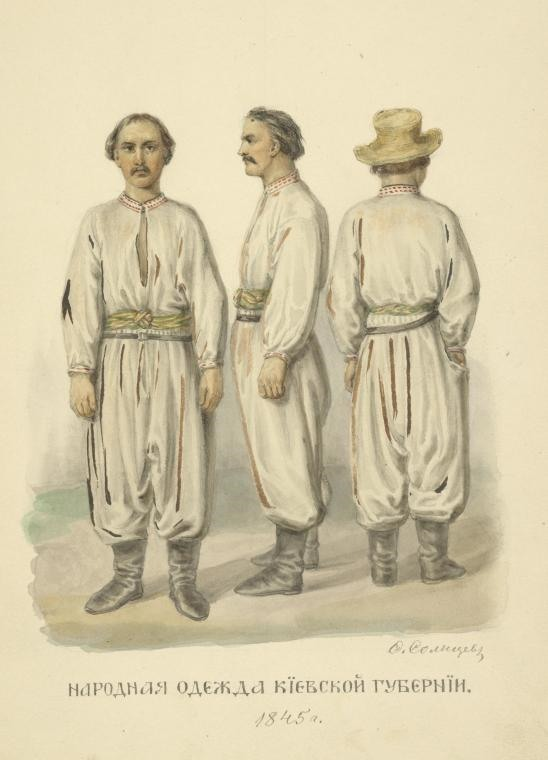
Сорочка та штани до очкура
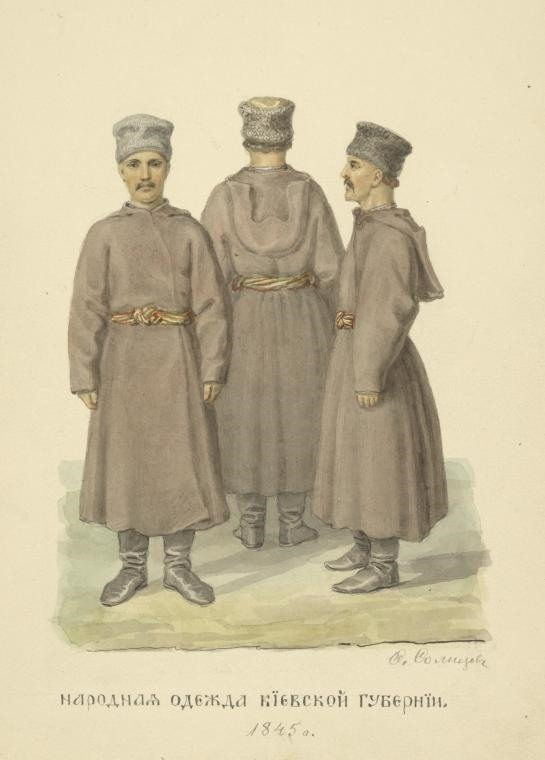
Свита з кобеняком
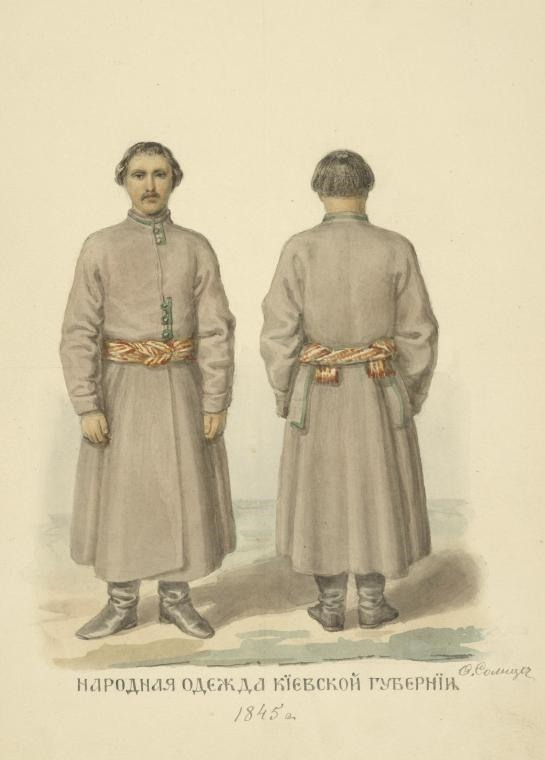
Чоловіча свита
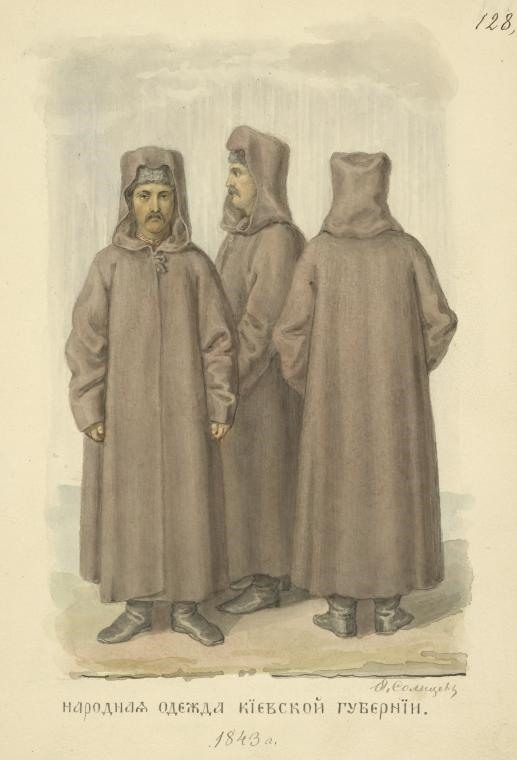
Кобеняк
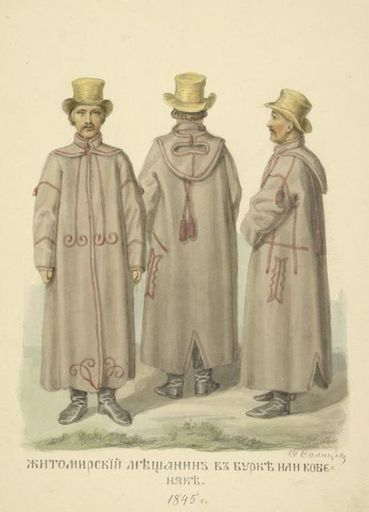
Кобеняк /бурка. Житомир 1845
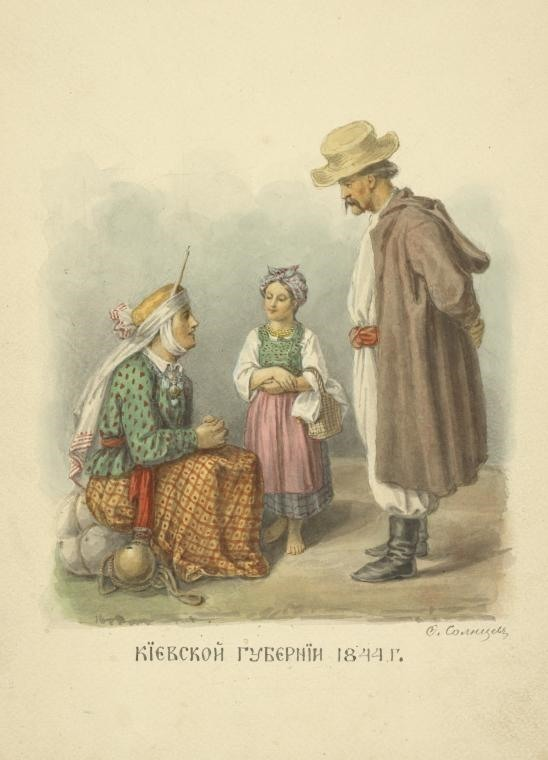
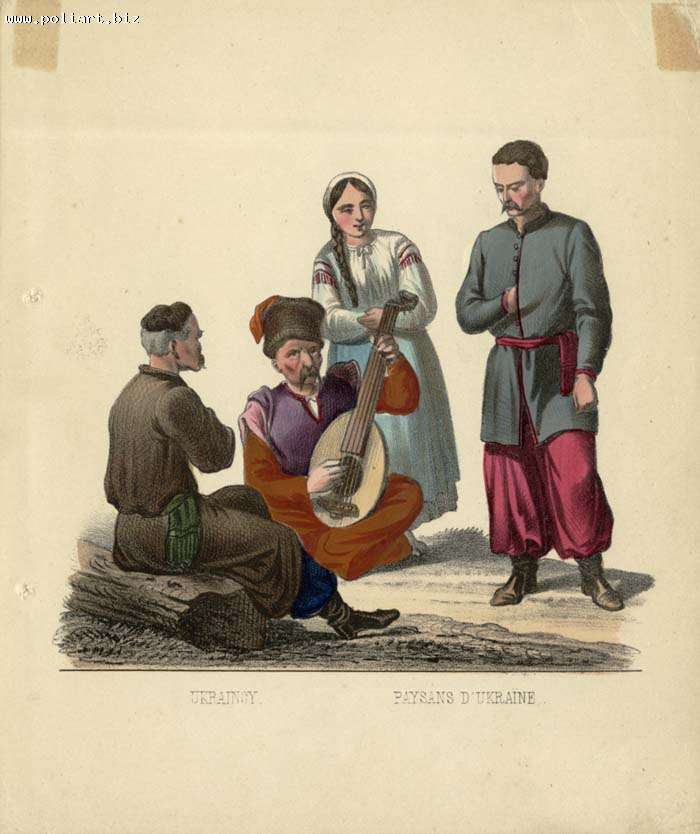
1863
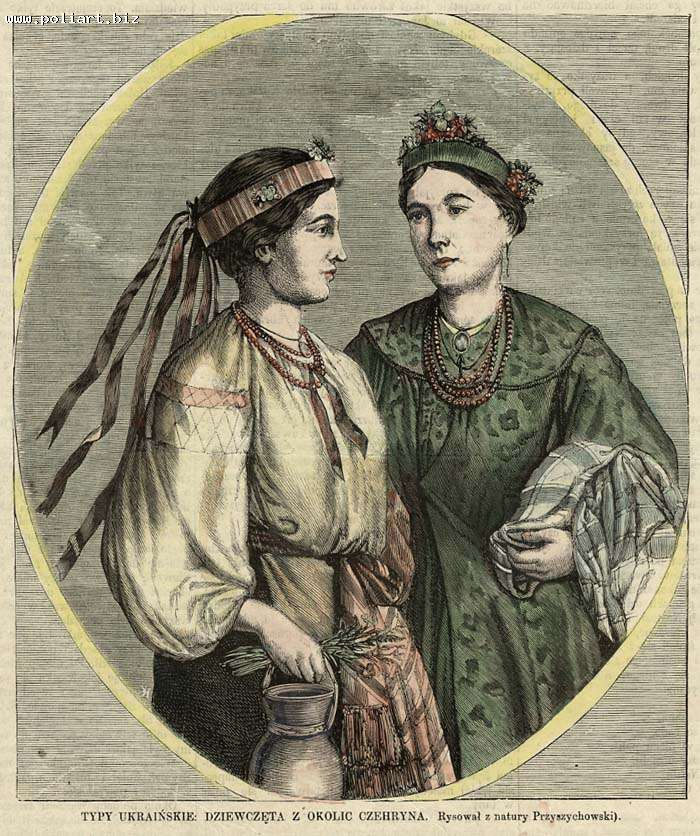
Дівчата околиць Чигирина 1863
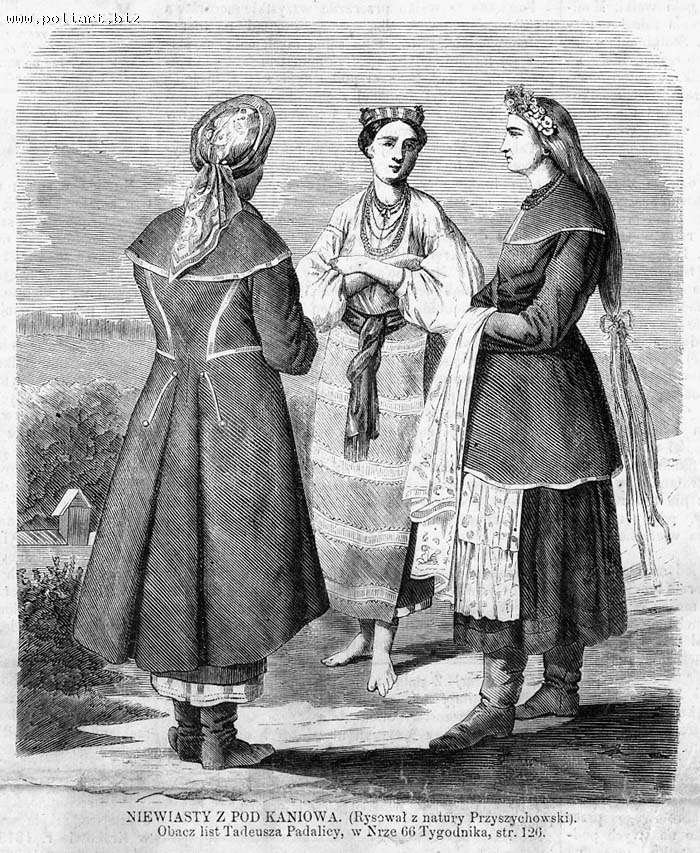
Дівчата з-під Канева

XX століття
Черкаський стрій